# Все по местам

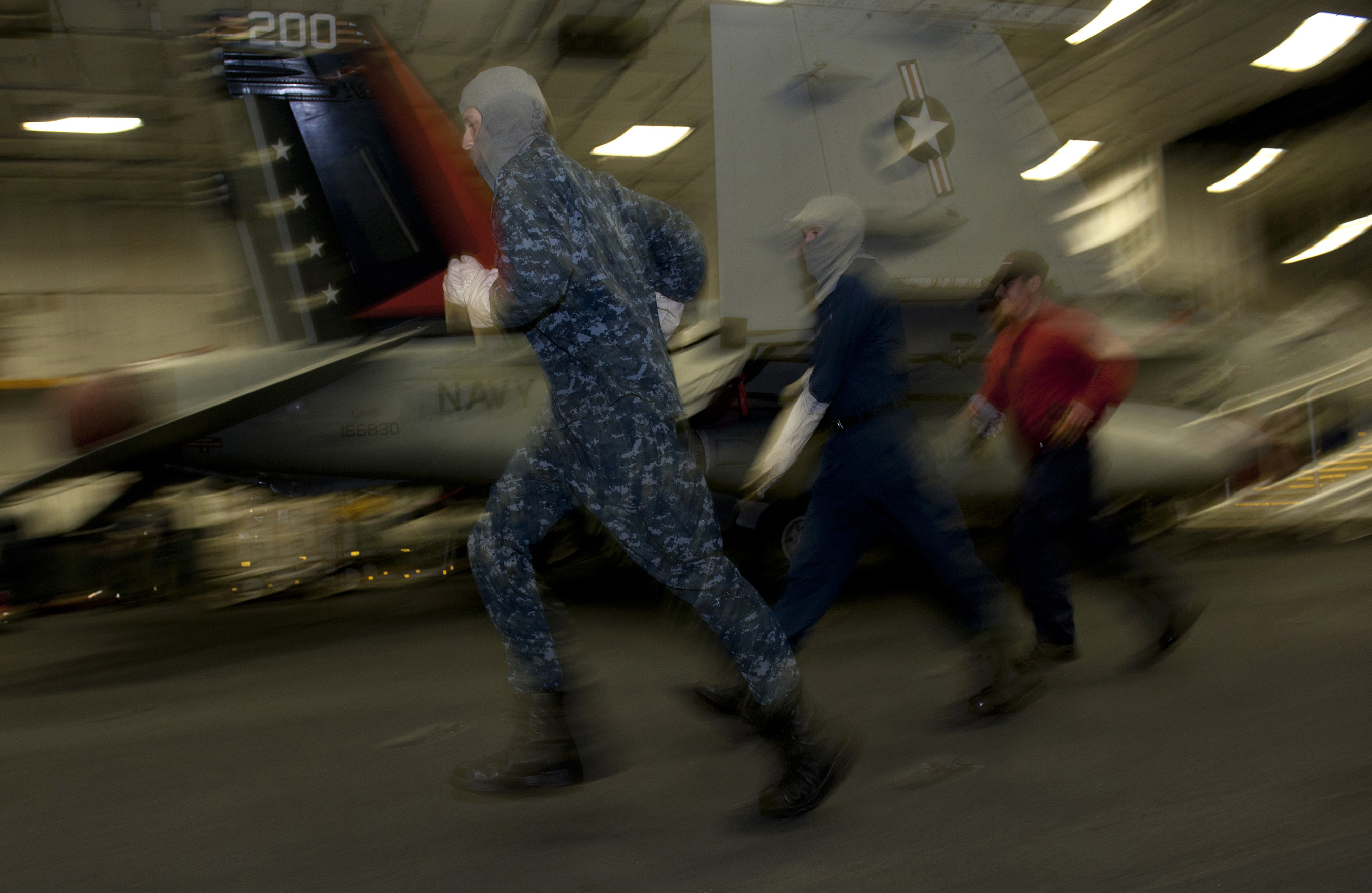
Команда авианосца выполняет команду «Все по местам!» в ходе манёвров

«Все по местам!» — команда, подаваемая капитаном корабля всей команде, для того, чтобы все члены команды срочно заняли свои посты в соответствии с расписанием. В различных флотах мира звучит по-разному. Может дополняться уточняющими распоряжениями («Расчёты к орудиям!», «К бою!» и т. п.)

## Процедура
Во флотах средневековья и нового времени команда подавалась при помощи барабана или горна. На современных кораблях и судах команда подаётся через корабельный радиоузел или унифицированный комплекс связи.